# Ford-Piedmont-Gletscher
Der Ford-Piedmont-Gletscher ist ein großer Vorlandgletscher im westantarktischen Queen Elizabeth Land. In den Pensacola Mountains liegt er nördlich des Dufek-Massivs und der Forrestal Range zwischen den unteren Abschnitten des Foundation-Eisstroms und des Support-Force-Gletschers.
Das Advisory Committee on Antarctic Names benannte ihn nach dem US-amerikanischen Geologen Arthur B. Ford (* 1932), der gemeinsam mit dem Kartografen Peter Frank Bermel für den United States Geological Survey von 1960 bis 1961 in den Thiel Mountains tätig und in späteren Jahren an Vermessungsarbeiten an der Lassiter-Küste und in den Pensacola Mountains beteiligt war.